# Ramadán
Ramadán, perzsa kiejtés alapján ramazán az iszlám holdnaptár 9. hónapja, amely alatt a muszlimok napkeltétől napnyugtáig böjtölnek.
Máltán, amely katolikus keresztény ország, viszont nyelve egy arab nyelvjárásból alakult ki, a nagyböjtöt szintén Randan-nak, tehát ramadán-nak hívják.

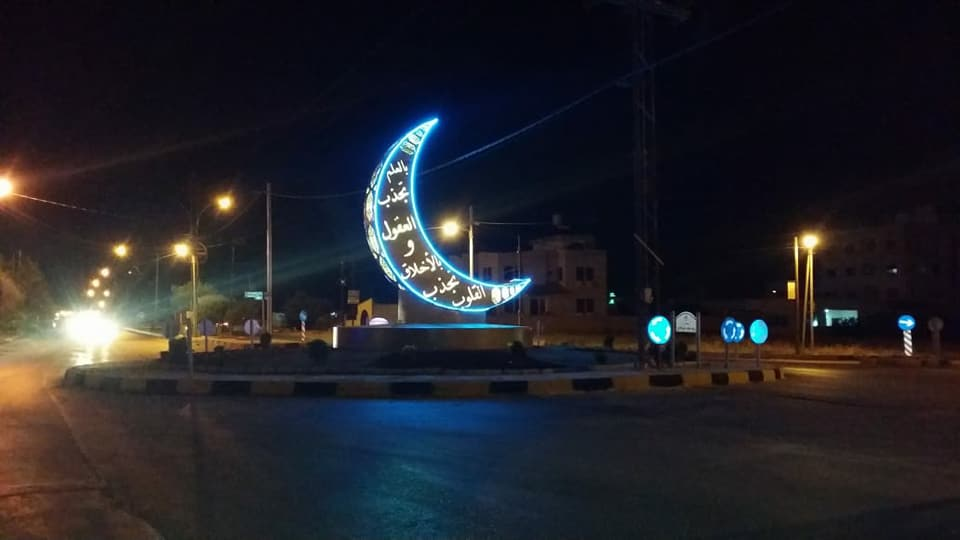
Ramadán fényei

## Eredete

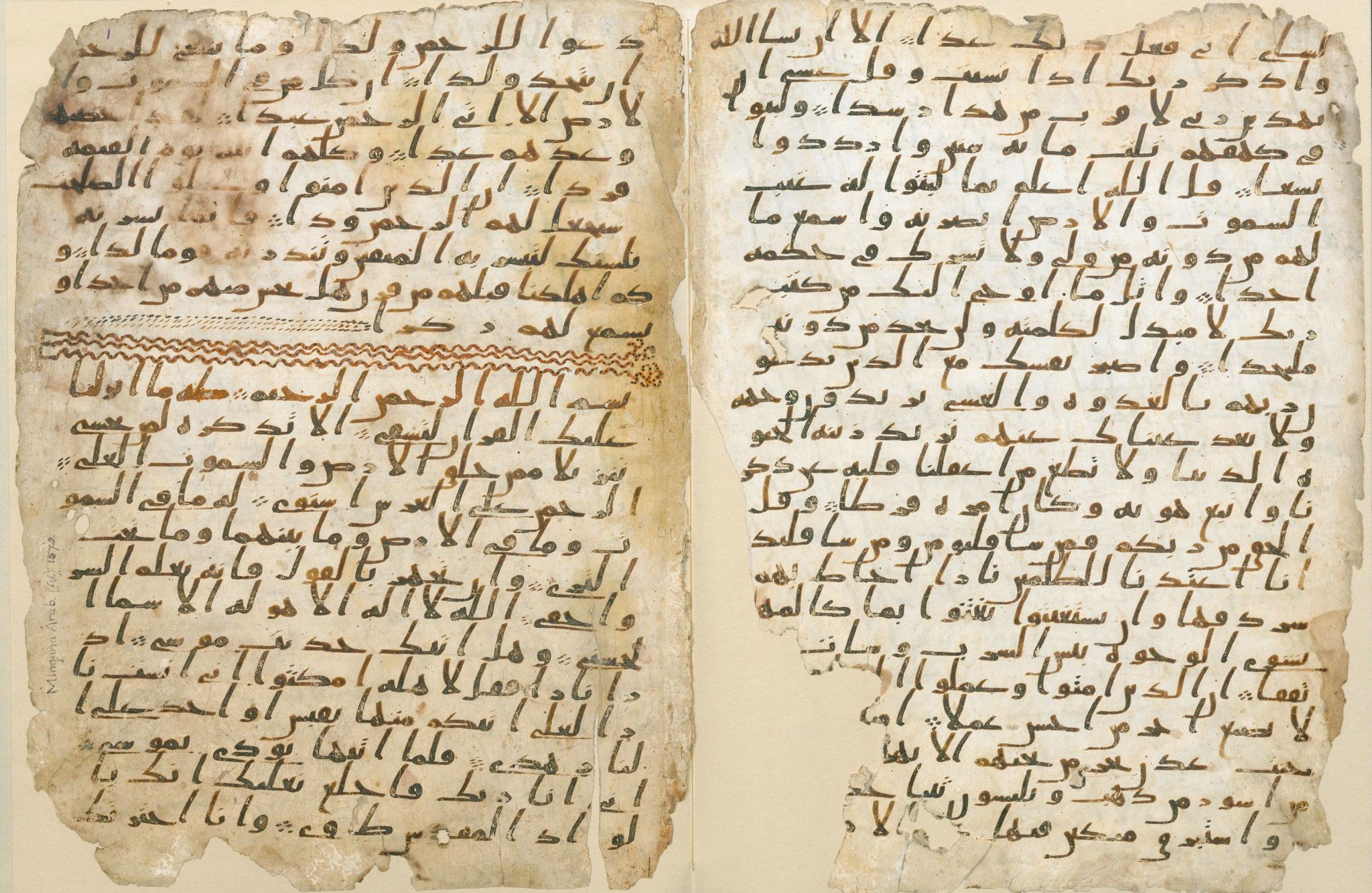
A Korán legkorábbi kézirata (7. század)

Az arab eredetű „ramida” szóból származik, amely szárazságot, hőséget jelent. Ramadán hónapban arra emlékeznek, hogy Isten kinyilatkoztatta akaratát Mohamed prófétának. A hagyomány szerint 610-ben e hónap 27. napján adta Isten a Koránt az égből Mohamed prófétának, aki a Híra hegyére vonult vissza elmélkedni és böjtölni. Az iszlám hit szerint ilyenkor a pokol kapui zárva, a démonok leláncolva vannak, így e hónap a nélkülözések ellenére a béke és a szellemi megtisztulás időszaka.

## Naptári elhelyezkedése
Mivel az iszlám naptár rövidebb, mint az általunk használt Gergely-naptár, így az ünnep ahhoz képest folyamatosan vándorol, évről évre más időpontra, általában 11 nappal korábbra esik, mint az előző évben.
A böjt kezdetét hagyományosan úgy határozzák meg, hogy az előző, sabán hónap végén nagyhitű, megbízható emberek hiteles tanúk előtt igazolják, hogy a Holdat látni lehet. Ugyanezt az eljárást követik a böjti hónap végén is. Egy-egy felhős éjszaka vagy éles szemű muszlim így akár napokkal is meghosszabbíthatja vagy megrövidítheti a böjtöt.

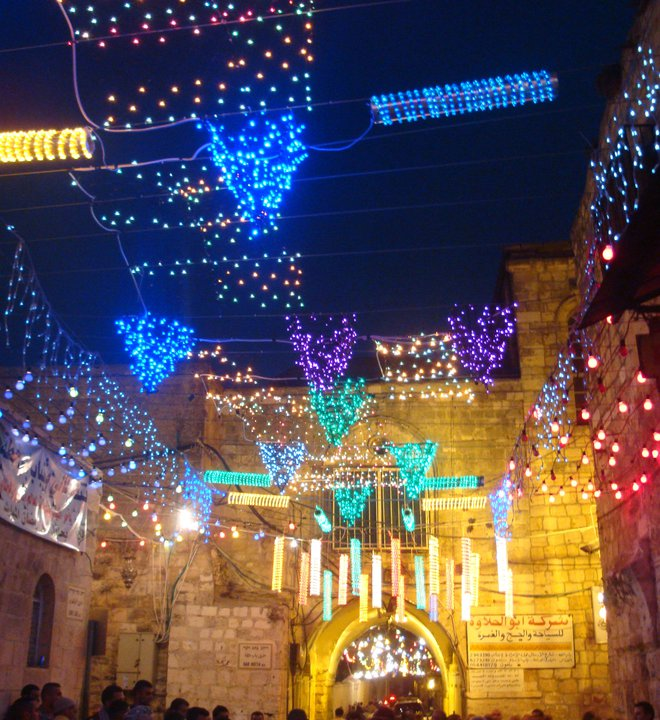
Ramadán fényei Jeruzsálem óvárosában

## Vallásos előírások
A hívőknek 30 napos böjtöt kell tartaniuk, amitől a test és a lélek megtisztulását várják. Napkeltétől napnyugtáig tartózkodniuk kell az evéstől, ivástól, dohányzástól, a nemi élettől, kerülniük kell a dühöt, a munkát, az erőszakot, az irigységet, a vágyat, a pletykát. Felmentést csak a 14 éven aluli gyermekek, az utazók, a terhes és szoptatós anyák, a csatában harcolók és a betegek kapnak. A beteg és az utazó köteles később az elmulasztott napokat bepótolni. Mivel a böjt a nap járásától függ, északabbra fekvő országokban akár hajnali három órától este kilencig is érvényesek lehetnek a tilalmak.
A ramadán másik lényeges eleme a vallásos elmélyülés. A hívők naponta ellátogatnak a mecsetbe, ahol a Koránt tanulmányozzák, és a ramadáni estéken az esti imát követően taravih imát végeznek, mely nyolc, húsz vagy harminckét rakából, azaz imaszakaszból áll. A böjt hónapjának fontos szociális szerepe is van. Napnyugta után csoportos étkezést, iftárt tartanak, ahova meghívják a családtagokat és a barátokat. A ramadán végén hatalmas közösségi lakomát rendeznek, és a szeretetük jeléül adakoznak a szegényeknek is. A ramadáni adakozás (arabul: zakat-ul-fitr vagy szadakat-ul-fitr) kötelező minden muszlim számára, aki legalább egy napi élelemmel bír.
A ramadán az iszlám öt alappillérének egyike a vallás, az ima, a zarándoklat és a szegényeknek adandó alamizsna mellett. 